# Llave palestina

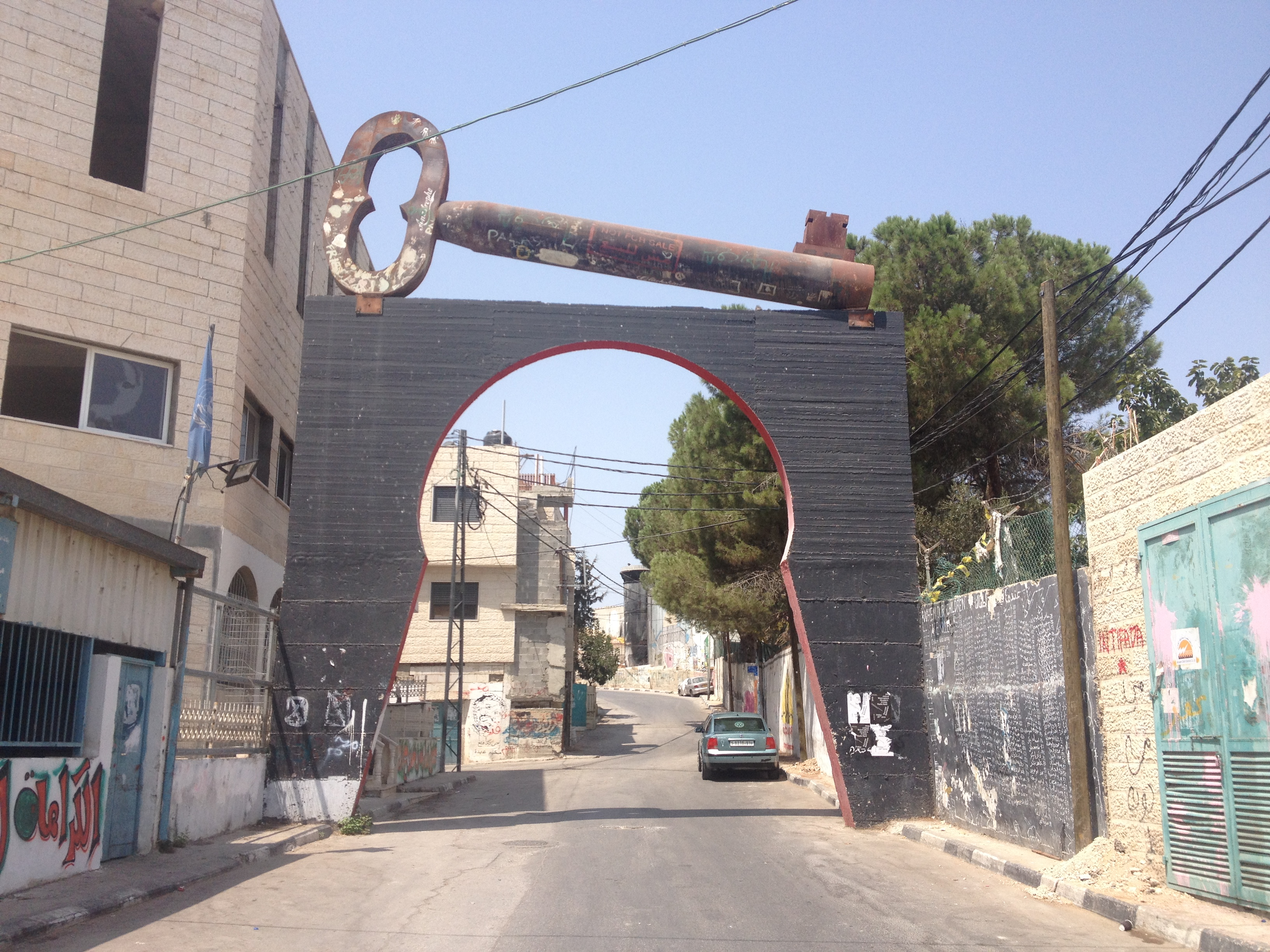
Entrada al campamento de refugiados de Aida, cerca de Belén (Palestina).

La llave palestina es el símbolo palestino de los hogares perdidos en la Nakba ("Desastre"), en la que más de dos tercios de la población palestina fue expulsada o tuvo que huir ante el avance de las tropas israelíes, y a quienes posteriormente se les negó el derecho a regresar a sus hogares. Casi 75 años después, la llave sigue siendo un potente símbolo recordatorio de la pérdida y la injusticia física y emocional. Se considera símbolo de una esperanza de regreso, así como reivindicación de los bienes perdidos.

## Descripción

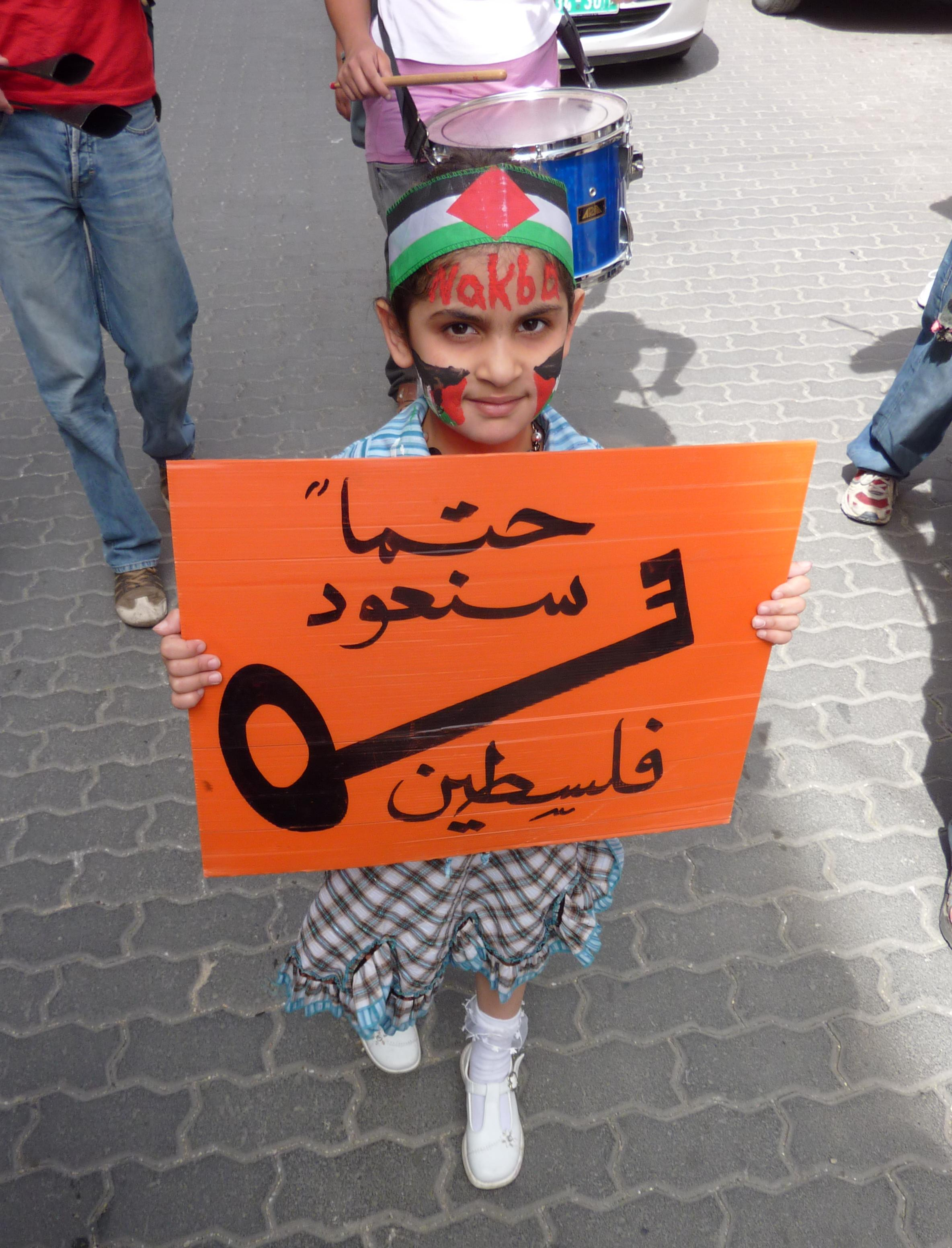
Niña palestina con un cartel con el símbolo de la llave, en el Día de la Nakba de 2010, Hebrón (Palestina). El letrero dice "Volveremos a Palestina" (حتماً سنعود فلسطين)

Generalmente, las llaves tienen un aspecto antiguo y un gran tamaño. Suelen encontrarse réplicas enormes de estas llaves en los campos de refugiados palestinos, y a menudo se utilizan en manifestaciones pro-palestinas en todo el mundo como símbolo colectivo del derecho de retorno.

## La llave más grande del mundo
Desde 2016, un restaurante palestino en Doha, Catar, ostenta el récord Guiness por la llave más grande del mundo: pesa 2,7 toneladas y mide 7,8 x 3 metros.